# Valle de Drino
El Valle de Drino (en albanés: Lugina e Drinos; griego: Κοιλάδα Δρίνου) es el nombre de un valle que ocupa un territorio que va desde el sur de Albania hasta el noroeste de Grecia a lo largo del río Drino.
En el valle hay varios monasterios, el más importante de los cuales es el Monasterio de los Santos Quirico y Julieta. (Manastiri i Shën Qirjakut dhe Julitës)